# 守護者 (電影)
是一部2009年美國犯罪、動作、劇情和超級英雄電影，由查克·史奈德執導，瑪琳·艾珂曼、比利·庫達普、馬修·古德、傑基·厄爾·哈利、傑佛瑞·狄恩·摩根與派翠克·威爾森作為主演。電影改編自1986年至1987年出版的限期系列《守護者》，作者為艾倫·摩爾與戴夫·吉伯斯。故事設定在架空的1985年，處於美國與蘇聯之間的冷戰時期，敘述一群退役的英雄們調查更大邪惡陰謀的故事。
在漫畫宣布將改編成真人電影後，電影的改編計畫卻陷入難產。最先由製片人羅倫斯·戈登、製片人喬·西佛、導演特里·吉列姆、二十世紀福斯和華納兄弟（《守護者》出版商DC漫畫的母公司）接手開發，但導演吉列姆卻認為這項目「無法拍成電影」。2000年，戈登和洛伊德·李文聯同環球影業和派拉蒙電影公司製作的腳本、大衛·海特、戴倫·艾洛諾夫斯基與保羅·葛林葛瑞斯的加入全部被取消，基於製作超出預算的爭議。本計畫回到了華納兄弟公司，由查克·史奈德被聘作執導，而派拉蒙仍是作為國際發行商。但福斯卻因戈登未能在1991年將版權買斷而控告華納兄弟，他這使本電影對其他工作室侵了權。最後雙方協定在華納兄弟發行之後將給予福斯部分利潤才解決。電影2007年九月在溫哥華進行拍攝。如同導演前作《300壯士：斯巴達的逆襲》，本片同樣仿製原著漫畫的分鏡構圖，但並不全部場景皆用去背合成背景方式呈現。
《守護者》排定2009年3月6日全球於一般影院與IMAX戲院同步上映。在首映周末票房收入為5500萬美元，最後總計收入超過1.85億美元。
2009年11月3日，發布了導演剪輯與24分鐘附加鏡頭的DVD《守護者終極剪輯版》，當中還收入了原作的「Tales of the Black Freighter」這個情節，總時長215分鐘。

## 劇情
故事處於一個架空歷史的時代，1930年代至40年代的美國有群面具變裝英雄，自治成立打擊罪犯的義勇軍團（Minutemen）。時間流逝，組織的興盛與衰落，超級英雄的第二代隨之組成新團隊，稱之為「守護者（Watchmen）」。
許多現實既有的重大歷史事件，因這群超級英雄的存在，受到改變進而影響歷史，如美國總統甘迺迪刺殺事件或越戰勝利。由於諸神般的曼哈頓博士（Dr. Manhattan）介入越戰，美國獲得壓倒性的勝利，使得尼克松三次連任美國總統，廢除任職期限的限制。然而，1980年代下令禁止變裝英雄的行動，美國與蘇聯間的國際情勢更加緊繃，冷戰的核戰威脅一觸即發。
來到1985年的美國，只剩三位仍持續行動著：笑匠（The Comedian）、政府隱密研究機構執事的曼哈頓博士和遊走在犯罪邊緣的變臉羅夏（Rorschach）。笑匠實為政府特務艾迪·布雷克（Edward Blake），夜裡突遭到謀殺遇害；變臉羅夏逐步調查推斷，某人預謀著殺害變裝英雄，前去警告退休的夥伴們：超脫人性的曼哈頓博士與他愛人，繼承母親的二代靈絲（Silk Spectre）蘿莉·猶斯派契克（Laurie Juspeczyk）、中年退休的二代夜梟（Nite Owl）丹·崔博格（Dan Dreiberg）與擁有巨資財團的智謀者（Ozymandias）安卓林·偉特（Adrian Veidt）。
舉行笑匠葬禮過後，在訪談節目上，曼哈頓博士被指控，他是導致同僚與前女友癌症病變的主因，曼哈頓博士本名為強·奧斯特曼（Jon Osterman），在一次實驗意外使得形體改變，且具有強大超能力。而後曼哈頓博士自我放逐至火星，此消息傳出，美國本土失去強大的保護傘，蘇聯開展侵略阿富汗的行動。而後變臉羅夏推測的陰謀論逐一印證，靈絲與夜梟遭到圍剿攻擊，智謀者的刺殺事件，而變臉羅夏也被陷害謀殺罪刑入獄。
同時，蘿莉與曼哈頓博士分手後愛上了丹，曾為英雄的兩位決定復出參與變臉羅夏的追查。幫助變臉羅夏逃獄後，三人回到基地，此刻曼哈頓博士出現，把靈絲帶離現場，留下變臉羅夏和夜梟兩人。靈絲被帶至火星，曼哈頓博士表示對人類已不感興趣，拯救世界全靠靈絲的回答與否。最終用能力探查靈絲被隱埋的記憶，兩人得知原來笑匠是靈絲的父親，使得曼哈頓對人性改觀，而與靈絲一同回到地球。
另一方面，變臉羅夏和夜梟兩人深入探查此陰謀計畫，發現安卓林是真正的幕後主謀，而前往智謀者的南極基地。出發前變臉羅夏將調查日誌記錄，投至報社辦公室。找到智謀者，坦承他是謀殺笑匠的人、曼哈頓博士的流亡與陷害變臉羅夏入獄，全都是他一手策劃，甚至安排刺殺事件來排除自身嫌疑。他解釋此項計畫，全是為了結束美國與蘇聯間的冷戰關係，避免核戰爆發毀滅世界，而使用曼哈頓博士先前所提供的能量，預謀大規模爆炸攻擊世界各大主要城市，再歸罪於他。變臉羅夏與夜梟企圖阻止，但計畫早在他們抵達前就已啟動。各地遭到嚴重爆炸攻擊後，美國政府官方探測能量是出於曼哈頓博士，最終智謀者的計畫成功，敵對兩國願意結束冷戰，合作把目標轉向所謂「共同的敵人」。
靈絲與曼哈頓回到地球，紐約已夷為平地，意識到全是智謀者的計畫。前去制伏智謀者，看到全世界戰爭接連停止，同意智謀者的謀略計畫，願意之後從地球離開到另一個宇宙。然而變臉羅夏不願妥協，指使曼哈頓只有死才能阻止他揭發真相，最後在變臉羅夏脅迫下，曼哈頓將之化為一攤血水，與靈絲告別之吻後消失。而後社會恢復了和平，夜梟和靈絲則選擇繼續彼此的戀情。
最後，美蘇的關係破冰，社會的人們皆充滿著愛與和平。一家不知名的報社已無新聞好報，此時員工打算拿讀者的信來做文章，卻意外收到了變臉羅夏的日誌……

## 演員
| 演員 | 角色                          | 本名                                                       |
| --- | ----------------------------- | ---------------------------------------------------------- |
| 瑪琳·艾珂曼 | 絲靈二代 / Silk Spectre II    | 蘿瑞·「蘿莉」·珍·猶斯派契克 / Laurel "Laurie" Jane Juspeczyk |
| 潔西卡·艾芭和娜塔莉·波曼是最初角色考慮人選，但導演認為她們過於知名，不太適合飾演這類嚴肅題材角色。瑪琳·艾珂曼用心理學的角度，詮釋此角在電影中的情感，亦是唯一女性要角，扮演打擊罪犯英雄，還得接受緊密武術訓練。 戲中的膠製服裝設計與假髮，在表演特技時不易保護身體，時常在拍攝過程時弄傷。 |                               |                                                            |
| 派翠克·威爾森 | 夜梟二代 / Nite Owl II        | 丹尼爾·「丹」·崔博格 / Daniel "Dan" Dreiberg               |
| 熱衷高科技研究的中年退休英雄。 漫畫迷約翰·庫薩克曾對此角表達興趣。 導演選擇派崔克·威爾森，在看過2006年的《身為人母》（Little Children）表現，一併選中哈利演出羅夏，他在戲中增重25磅，詮釋中年發福的崔博格。 他描述退休後的夜梟，就像是戰後返鄉卻無容身之處的軍人。 威爾森用「heavy handed and power coordinated」來形容夜梟的打鬥風格。 |                               |                                                            |
| 傑基·厄爾·哈利 | 變臉羅夏 / Rorschach          | 華特·約瑟夫·寇瓦克斯 / Walter Joseph Kovacs                |
| 頭套面具的變裝英雄，政府下禁令後仍持續打擊罪犯。 不同於其他五位演員，哈利聽聞他是漫畫迷裡最受合適的候選者，拜讀漫畫後熱切地追求此角色演出。 他帶來十四名友人一同前往試鏡，演出漫畫中的故事場景。哈利近乎是個「怪人」，嘗試去理解羅夏專制主義的道德與複雜的人性行為，也讓他想知道，是否人類都會為犯錯而辯解。 羅夏面具上的墨漬變化，能使空白的頭罩，更能表達出羅夏的心理情緒。哈利認為面具墨漬變化的設計，能夠更快速的表現角色情感。 頭套有製造些小洞已便演員視線觀看。哈利本身是拳法黑帶段位，但認為羅夏的拳擊背景因素，攻擊模式是較為無章法且好鬥的。 |                               |                                                            |
| 比利·庫達普 | 曼哈頓博士 / Doctor Manhattan | 強納森·「強」·奧斯特曼博士 / Dr. Jonathan "Jon" Osterman   |
| 唯一擁有超能力的超級英雄，持續替美國政府工作。基努·李維曾經爭取此角演出，由於超乎預算拍攝企畫延宕而放棄。 除了曼哈頓博士回顧發生意外前，身為一個人類的記憶是由比利·庫達普真人演出，其餘全是電影動作捕捉CG特效製成。拍攝期間，庫達普穿上一件充滿藍色LED裝有動作接收器的戲服，讓他全身發出藍色亮光，就像曼哈頓博士電影中呈現一般。呈現曼哈頓博士意外後，身體重組後模擬出像眾神般的體態，為此找來男模特兒演員 Greg Plitt作身體部位合成，將庫達普的頭部接到男模的身材上。 庫達普必須持續想著漫畫中的角色入戲，穿著充滿LED的戲服讓他感到愚蠢而無法專注。不過他為此感到幸運，不用像其他演員得穿厚重膠製的戲服，且他的出現也成為一種舒緩氣氛的笑點。 導演選擇不將曼哈頓說話聲音轉為具有電子腔調，解釋說他期望角色能夠更輕易貼近人性，而取代原先預設機器聲調的疏離感。 |                               |                                                            |
| 馬修·古德 | 智謀者 / Ozymandias           | 安卓林·亞歷山大·徫特 / Adrian Alexander Veidt              |
| 退休唯一公開身分的超級英雄。智謀者角色早期選角名單有裘德·洛、李·培斯和湯姆·克魯斯。 因當時片場預算不足，而延宕此拍攝企劃。 導演表示馬修·古德身材「大、高且瘦」，有助於帶出「美麗永恆的亞利安超人」的感覺。馬修·古德深究角色的背景故事，細膩詮釋智謀者在公開場合是美國正統發音，私下則帶點德國腔調。他解釋此角色賦予他家人財富且環遊世界，成為一個白手起家的成功者，而對於雙親納粹的過去感到愧疚，設定讓角色的二元性與美國夢的主題更加突顯。馬修·古德曾擔憂他的選角，覺得智謀者非一般自然典型角色，然而導演堅持且鼓氣使他妥協。導演提到此角色花費許多時間尋找，需要長相英俊又美麗且精明，要完全符合並不容易。 |                               |                                                            |
| 傑佛瑞·狄恩·摩根 | 笑匠/ The Comedian            | 艾德華·「艾迪」·布雷克 / Edward "Eddie" Blake              |
| 替美國政府服役的超級英雄，出場即遭到遇害。選角確定前，製片曾與朗·柏曼商討飾演笑匠一角。 摩根閱讀漫畫所飾演部分，翻了三頁看見他的角色隨即遇害，闔上書向經紀人推辭演出，經紀人告訴他繼續閱讀會發現這角色有多重要。 摩根認為此角是一項挑戰，表示「基於某些理由，閱讀原著過程，即時他作了不為人道的事，你仍不會憎恨他……我的演出像是某種詮釋，讓觀眾看完不會產生喜歡他的理由，但你也不會厭惡他，若你如果身為他也會做出同樣的事。」 關於選角，導演表示「好萊塢裡很難找到男人中的男人，當他看見傑佛瑞性情乖戾亦具冷酷特質，心想他是最好的人選了。」 |                               |                                                            |

## 音樂
2007年十一月作曲家泰勒·貝茲開始製作電影配樂，每個月固定視察當週拍攝鏡頭，觀看毛片畫面作初步的配樂工作。導演史奈德與貝茲聽閱1980年代電影的原聲帶，諸如《1987大懸案》、《銀翼殺手》和《威猛奇兵》（To Live And Die In L.A.）等片尋求靈感。導演要在夜梟與靈絲火場救人那場戲，呈現傳統超級英雄的氛圍，而使用一種穩定的4/4拍子節奏（four to the floor）吉他旋律。貝茲替換使用 Yamaha CS-80 與 MOTM 混音器，製作環境音樂與混音工作，好萊塢交響樂團（Hollywood Studio Symphony）演奏主題樂曲。
電影使用一些漫畫中所提到的歌曲，包括開場片頭音樂是巴布·狄倫的「The Times They Are a-Changin'」，電影取得歌曲的使用版權，把三分鐘原曲配合片頭加長至六分鐘；笑匠遭到謀殺的背景音樂是納京高的「Unforgettable」；笑匠葬禮的歌曲是賽門與葛芬柯（Simon & Garfunkel）的「The Sounds of Silence」；另外還有吉米·亨德里克斯版本的「All Along the Watchtower」；妮娜德國版本的「99 Luftballons」；懼之淚（Tears For Fears）版本的「Everybody Wants To Rule The World」，夜梟與靈絲兩人在夜梟飛行器裡的性愛畫面，歌曲是李歐納·柯恩著名的「Hallelujah」，導演想在這具爭議場景打算帶些反諷與可笑，原先使用Allison Crowe的專輯版本，但Crowe版本過於浪漫與性感，最後導演使用柯恩現場演唱版本在此場戲。貝茲表示製作配樂的最大挑戰，是將這些著名歌曲如何有力地融合於電影當中。

### 原聲輯
電影原聲帶分為「電影音樂原聲帶（Music From the Motion Picture）」與「電影配樂原聲帶（Original Motion Picture Score）」，於2009年2月24日華納音樂發行。
| 評論得分 | 評論得分 |
| 來源     | 評分     |
| -------- | -------- |
| 帝國雜誌 | [ 19 ]   |
| IGN      | [ 20 ]   |

- 電影音樂原聲帶

| 曲序 | 曲目                          | 演唱者           | 时长 |
| ---- | ----------------------------- | ---------------- | ---- |
| 1.   | Desolation Row                | 我的另類羅曼史   | 3:01 |
| 2.   | Unforgettable                 | 納京高           | 3:28 |
| 3.   | The Times They Are a-Changin' | 巴布·狄倫        | 3:14 |
| 4.   |                               | 賽門與葛芬柯     | 3:07 |
| 5.   | Me and Bobby McGee            | 珍妮絲·賈普林    | 4:31 |
| 6.   | I'm Your Boogie Man           | 凱西與陽光合唱團 | 4:03 |
| 7.   | You're My Thrill              | 比莉·哈樂黛      | 3:24 |
| 8.   | Pruit Igoe" and "Prophecies   | 菲利普·葛拉斯    | 8:37 |
| 9.   | Hallelujah                    | 李歐納·柯恩      | 4:37 |
| 10.  |                               | 吉米·亨德里克斯  | 4:01 |
| 11.  |                               | 布達佩斯交響樂團 | 5:22 |
| 12.  | Pirate Jenny                  | 妮娜·西蒙        | 6:39 |

- 電影配樂原聲帶

| 曲序 | 曲目                                      | 时长 |
| ---- | ----------------------------------------- | ---- |
| 1.   | Rescue Mission                            | 2:14 |
| 2.   | Don't Get Too Misty Eyed                  | 1:37 |
| 3.   | Tonight the Comedian Died                 | 2:44 |
| 4.   | Silk Spectre                              | 1:01 |
| 5.   | We'll Live Longer                         | 0:57 |
| 6.   | You Quit!                                 | 0:39 |
| 7.   | Only Two Names Remain                     | 1:43 |
| 8.   | The American Dream                        | 1:57 |
| 9.   | Edward Blake - The Comedian               | 2:42 |
| 10.  | The Last Laugh                            | 0:58 |
| 11.  | Prison Fight                              | 1:45 |
| 12.  | Just Look Around You                      | 5:52 |
| 13.  | Dan's Apocalyptic Dream                   | 1:18 |
| 14.  | Who Murdered Hollis Mason?                | 0:56 |
| 15.  | What About Janie Slater?                  | 1:35 |
| 16.  | I'll Tell You About Rorschach             | 4:10 |
| 17.  | Countdown                                 | 2:47 |
| 18.  | It Was Me                                 | 1:26 |
| 19.  | All That Is Good                          | 4:59 |
| 20.  | Requiem（Excerpted from 安魂曲 (莫扎特)） | 0:55 |
| 21.  | I Love You                                | 2:41 |

## 發行

### 評價
院线版電影獲得的評價極度兩極，論黑暗和獨特風格的超級英雄電影，有些評論家对电影風格、演員和視覺效果給予了很好的評價，但也有人認為其限制级内容（血腥暴力、性场面和不雅台詞）的缺少並不忠於原作。爛番茄基於271條評論持有65％的新鮮度，平均得分6.2／10。在Metacritic上，根據39條評論得分56／100。
IGN的Patrick Kolan給了本片極高的評價，評出10／10的滿分。

### 票房
《守護者》於2009年3月6日晚場首映前，根據導演前部電影票房預估為$460萬美元，約為《300壯士》的兩倍。在首日3611家戲院廳數共賺進$24,515,772美元，接連周六周日兩天，分別進帳$18,383,964美元與$12,314,598美元，總計首周票房為$55,214,334美元，而在124廳IMAX影院進帳$540萬美元，僅次於2008年的《黑暗騎士》。《守護者》成為艾倫·摩爾所有改編作品裡周末票房最高的電影。2006年《V怪客》票房$25,642,340美元；2003年《天降奇兵》票房$23,075,892美元；2001年《開膛手》票房$11,014,818美元，甚至光首周票房就超過《開膛手》總票房收入$31,602,566美元。 
《守護者》首周僅開出五千五百萬美元，而導演前改編作品《300壯士》票房高達七千萬美元，華納行銷Dan Fellman認為不能把兩部片作為比較，因為《守護者》片長長達兩小時45分鐘，而《300壯士》則在兩小時內，必然會壓縮到放映的場次廳數。不過放映場次縮減，首映當天總廳數仍是比《300壯士》的3103廳多出508廳。
| 上一届： 《瑪蒂入獄》 | 2009年全美週末票房冠軍 3月6日-3月8日 | 下一届： 《超異能冒險》   |
| 上一届： 《葉問》     | 2009年台北週末票房冠軍 3月6日-3月8日 | 下一届： 《貧民百萬富翁》 |

### 榮譽
《守護者》被提名於2009年視覺效果協會獎一項大獎、第36屆土星獎七項大獎，並獲得2009年尖叫獎十三項大獎。而這部電影也被預定提名為奧斯卡最佳視覺效果獎，儘管最後它並無出現在候選名單中。
| 榮譽                    | 榮譽                                 | 榮譽       | 榮譽 |
| 獎項                    | 類別                                 | 得獎人     | 結果 |
| ----------------------- | ------------------------------------ | ---------- | ---- |
| 第36屆土星獎            |                                      |            |      |
| 最佳奇幻電影            |                                      | 獲獎       |      |
| 最佳導演                | 查克·史奈德                          | 提名       |      |
| 最佳女配角              | 瑪琳·艾珂曼                          | 提名       |      |
| 最佳寫作                | 謝鈞華和大衛·海特                    | 提名       |      |
| 最佳服裝                | 麥可·威爾金森                        | 獲獎       |      |
| 最佳造型設計            |                                      | 提名       |      |
| 最佳DVD或藍光特別版發布 | 《守護者終極剪輯版》                 | 獲獎       |      |
| 2009年尖叫獎            |                                      |            |      |
| 最佳奇幻電影            |                                      | 提名       |      |
| 最佳女配角              | 卡拉古·琪諾                          | 提名       |      |
| 突破性表演-女           | 瑪琳·艾珂曼                          | 提名       |      |
| 最佳小樂隊演奏          |                                      | 提名       |      |
| 最佳F/X                 |                                      | 提名       |      |
| 年度最佳尖叫歌曲        | "Desolation Row"，我的另類羅曼史創作 | 提名       |      |
| 最佳超級英雄            | 傑基·厄爾·哈利                       | 提名       |      |
| 最佳超級英雄            | 比利·庫達普                          | 提名       |      |
| 最佳超級英雄            | 瑪琳·艾珂曼                          | 提名       |      |
| 最難忘殘害              | 雙臂遭電鋸切斷                       | 提名       |      |
| 年度最佳打鬥場景        | 智謀者對笑匠                         | 提名       |      |
| Holy Sh!t!年度最佳場景  | 曼哈頓博士的毀滅                     | 提名       |      |
| 最佳漫畫改編電影        |                                      | 獲獎       |      |
| 2009年視覺效果協會獎    | 真人電影優秀動畫人物特效             | 曼哈頓博士 | 提名 |

## 外部連結
- 電影官方網站
- 互联网电影数据库（IMDb）上《守護者》的资料（英文）
- AllMovie上《守護者》的资料（英文）
- Box Office Mojo上《守護者》的資料（英文）
- Metacritic上《守護者》的資料（英文）
- 爛番茄上《守護者》的資料（英文）
- 豆瓣电影上《守望者》的資料 （简体中文）